# Toma Simionov
Toma Simionov (Crișan, 30 ottobre 1955) è un ex canoista rumeno.
Ha vinto un oro alle Olimpiadi di Mosca 1980 e un altro titolo più un argento a Los Angeles 1984 nel C2, sempre in coppia con Ivan Patzaichin.

## Palmarès
- Olimpiadi
  - Mosca 1980: oro nel C2 1000 m.
  - Los Angeles 1984: oro nel C2 1000 m e argento nel C2 500 m.

- Mondiali
  - 1978: argento nel C2 1000 m e C2 10000 m, bronzo nel C2 500 m.
  - 1979: bronzo nel C2 1000.
  - 1981: oro nel C2 1000 m e argento nel C2 10000 m.
  - 1982: oro nel C2 10000 m e bronzo nel C2 1000 m.
  - 1983: oro nel C2 1000 m e argento nel C2 10000 m.